# Австро-угорська крона
А́встро-уго́рська кро́на (нім. Österreichisch-ungarische Krone, угор. Osztrák-magyar korona) або коро́на — грошова одиниця Австро-Угорщини у 1892—1918 роках. Після розпаду імперії крона залишалася в обігу в новоутворених державах, де поступово вилучалася протягом 1919—1920 років. Одна крона поділялася на 100 гелерів (нім. heller) або філерів (угор. filler), які карбувалися відповідно в австрійській і угорській частинах імперії. Емісію крони здійснював Австро-Угорський банк.

## Історія

### Передумови
До 1892 року грошова система Австро-Угорщини базувалася на срібному стандарті, головною валютою був австро-угорський гульден, введений під час грошової реформи 1857 року в часи Австрійської імперії. Один гульден поділявся на 100 крейцерів і важив 12,34 г (з них 11,1 г чистого срібла). Під час обігу гульдена для міжнародної торгівлі та міждержавних платежів, також випускалися спеціальні золоті торгові монети — золоті крони та півкрони, але їх карбування припинили в 1866 році. Вага золотої крони становила 11,111 г золота 900-ї проби. 1867 року після реорганізації Австрійської імперії в дуалістичну монархію Австро-Угорщину були запроваджені єдині правила у сфері грошового обігу, включаючи єдину монетну стопу. З 1878 року емісію гульдена, а згодом і крони, здійснював Австро-Угорський банк, який функціонував до 1922 року.

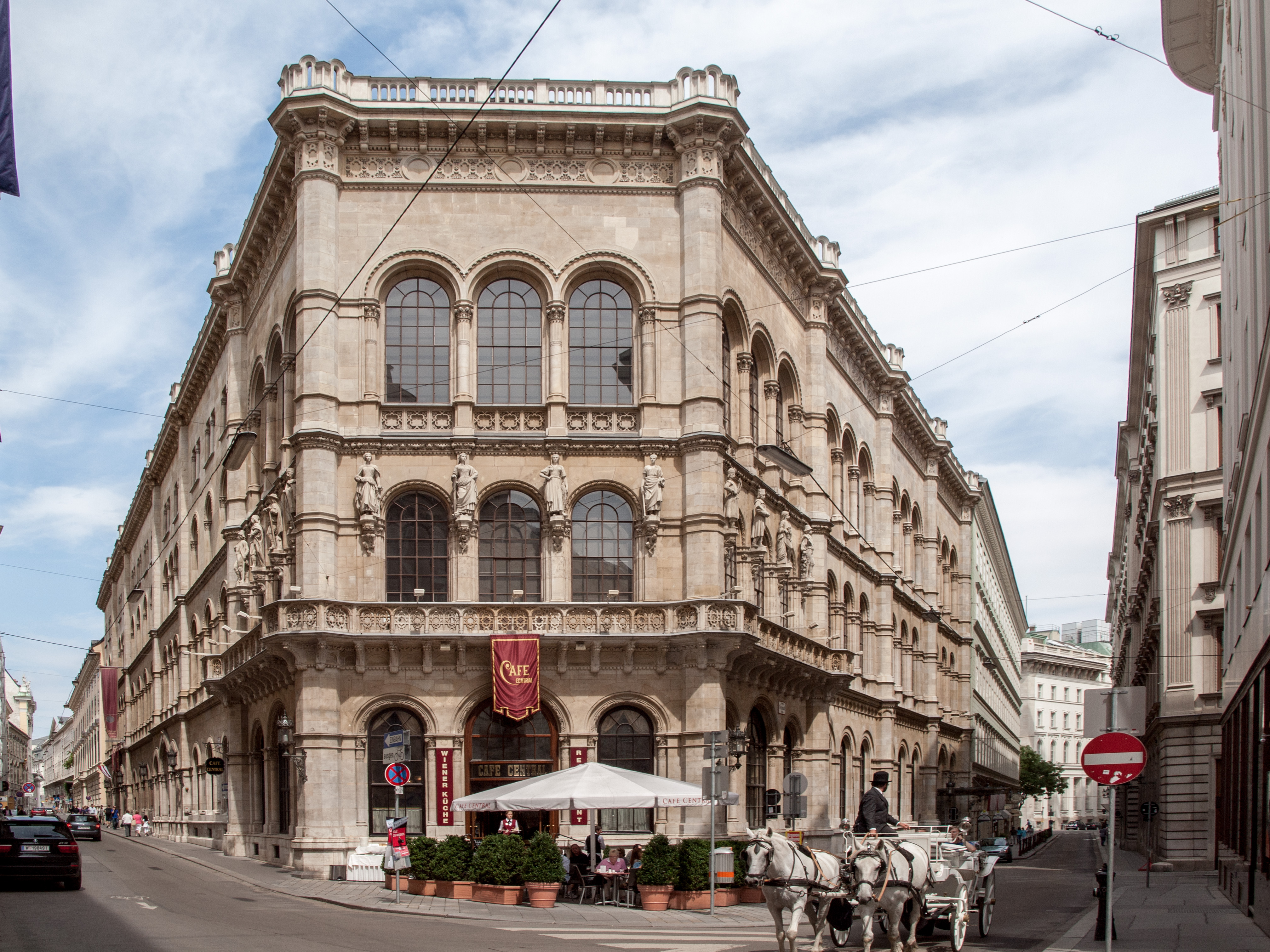
Будівля у Відні, де розташовувався Австро-Угорський банк, установа-емітент крони

До 1870-х років різке збільшення світового видобутку срібла призвело до значного падіння його вартості. 1873 року стався великий біржовий крах. Грошова система Австро-Угорщини, де головним валютним металом було срібло, одразу зазнала негативних наслідків. Вартість срібних монет почала знижуватися. Щоб стримати цей процес, уряд вже в 1872 році припинив карбування срібних монет номіналом 10 та 20 крейцерів, а згодом і чвертьгульдена. Незважаючи на ці заходи, негативні тенденції продовжували загострюватися, і до 1878 року курс срібних монет впав нижче за паперові гроші. Вільне карбування срібних монет, яке посилювало нестабільність, було скасовано лише у 1879 році, проте курс різних видів валюти продовжував коливатися. Наприклад, у 1889 році за 100 гульденів у золоті платили 118,58 гульдена у банкнотах або 144,33 гульдена в сріблі. Знецінення срібла на світових ринках призвело до втрати ним статусу основи грошового обігу та головного мірила вартості. З огляду на це, уряд розпочав підготовку до грошової реформи, метою якої було запровадження золотого стандарту в Австро-Угорщині.

### Запровадження і обіг
1892 року в Австро-Угорщині було проведено грошову реформу, яка впровадила золотий стандарт і запровадила нову валюту — крону, яка замінила гульден. Крона мала золотий вміст у 0,304878 грама чистого золота і поділялася на 100 гелерів або філерів. Нова валюта була прив'язана до німецької марки та франка Латинського монетного союзу, де 1 золота крона дорівнювала 0,85 німецької марки, 1,05 французького франка або 0,04 фунта стерлінгів.
Карбування монет і банкнот у гульденах було припинено, але вони залишалися в обігу до 1 січня 1900 року за обмінним курсом 1 гульден = 2 крони, 1 крейцер = 2 гелери. Австро-Угорський банк викуповував банкноти в гульденах, виплачуючи третину суми срібними монетами і дві третини банкнотами в кронах. Офіційно старі одногульденові монети перебували в обігу до початку 1900 року, фактично ж вони використовувалися населенням ж до 1918 року.
Першими у 1892 році випустили розмінні монети номіналом 1, 2, 10 і 20 гелерів та філерів, а також монети в 1, 10 і 20 крон. З 1900 року почали випускати монети номіналом 5 крон, а у 1912-му — номіналом 2 крони. Відповідно до закону від 11 серпня 1907 року також карбували монети номіналом 100 крон. Для міжнародної торгівлі продовжували випускати дукати та талери Марії Терезії. Планувалося карбування монети номіналом 50 геллерів, однак цей задум реалізований не був, і до 1918 року її функції виконували старі чвертьгульденові монети. Крім цього, планувалося також введення номіналів у 5 і 25 геллерів, 1/2 та 3 крони, але ці плани теж не були реалізовані через початок Першої світової війни. 20 вересня 1900 року були введені в обіг перші банкноти у кронах: спочатку номіналом 10 і 20 крон, а з 1902 року — 50, 100 і 1000 крон. Цей номінальний ряд зберігався до початку Першої світової війни.
Реформа 1892 року і введення золотого стандарту позитивно вплинули на економіку Австро-Угорщини. Іноземна валюта майже повністю зникла з обігу, а стабілізація крони на валютному ринку відбулася вже у 1896 році. Уряд зміцнив державний бюджет та зменшив його дефіцит, що позитивно вплинуло на грошову систему країни. Після реформи золотий запас Австро-Угорщини став основою стабільності грошової системи, і на 1895 рік посідав шосте місце у світі. До 1907 року золотий запас зріс до 1,09 мільярда крон, що дозволяло підтримувати стабільність курсу крони.
Запроваджуючи крону, уряд не наважився одразу розпочати вільний обмін банкнот на золото. Викарбувані в значній кількості золоті монети, які повинні були стати основою для забезпечення крони, накопичувалися в банках. Вільний обмін розпочався лише у 1901 році, хоча відповідне законодавство не було затверджено. Австро-Угорський банк постійно випускав додаткові партії золотих монет, оскільки частина з них виводилася за кордон або накопичувалася населенням. Так, у 1904 році в обігу залишилося 73,3 % монет номіналом 20 крон і 61,9 % монет номіналом 10 крон. Банк ретельно контролював наявність золота, яке могло бути використане для обміну на банкноти у разі необхідності. На кінець 1905 року в обігу знаходилися банкноти на суму 1,846 млрд крон та золоті монети на суму 1,425 млрд крон, що забезпечувало банкноти золотом на 77 %, хоча за нормою 1899 року забезпечення мало складати не менше 40 %.
Проте в останнє десятиліття перед Першою світовою війною фінансова стабільність Австро-Угорщини почала підриватися через зростання військових витрат. Під час боснійської кризи (1908) і балканських війн (1912—1913) стало важче утримувати стабільний курс крони та забезпечувати вільний обмін банкнот на золото. Якщо у вересні 1909 року золоте забезпечення банкнот складало 71,9 %, то до кінця 1912 року воно знизилося до 45,1 %. Передчуваючи наближення великої війни, уряд Австро-Угорщини різко збільшив видатки на модернізацію армії.

### Криза часів Першої світової війни
1 серпня 1914 року, з початком Першої світової війни, обмін банкнот на золото був припинений і більше не відновлювався. Уряд оголосив про замороження банківських рахунків і значне обмеження видачі грошових сум. Почалася паніка серед населення, яке боячись знецінення грошей, почало приховувати у себе спочатку монети з дорогоцінних металів, а потім із нікелю та бронзи. Заяви влади щодо незмінності курсу паперових грошей виявилися марними. У країні поширювалася «розмінна криза», за якої паперові гроші було неможливо розміняти або отримати з них здачу. Міністерство фінансів, намагаючись виправити ситуацію, ввело в обіг вилучені старі монети в 1 гульден. Накопичені в довоєнні роки запаси дорогоцінного металу дали змогу карбувати протягом 1915—1916 років срібні однокронові монети, які теж мали б послабити «монетний голод». Крім цього, продовжувалось також карбування золотих монет в 10 та 20 крон. Ці заходи, на думку уряду, мали сприяти утриманню довіри населення до крони. Але, потрапивши до рук населення, монети назад в обіг вже не поверталися. Також випускалися банкноти номіналом в 1 та 2 крони, проте це ніяк не позначилося на стані грошового обігу. Для компенсації нестачі обігових монет, ряд міст Австро-Угорщини, отримавши дозвіл від уряду, ввели в обіг місцеві паперові гроші — нотгельди, номіновані в гелерах і кронах.

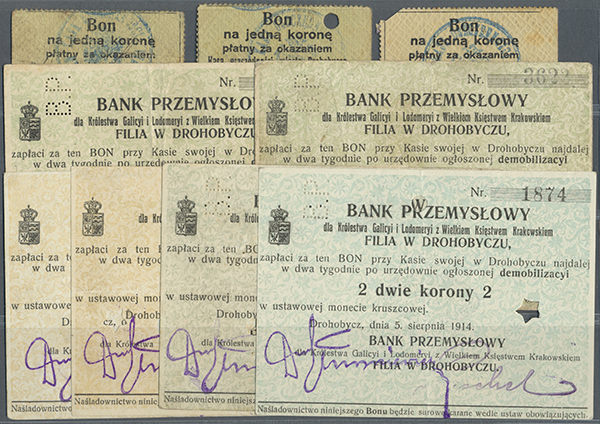
Нотгельди кронових номіналів міста Дрогобич 1914 року, які слугували замінником обігових монет

Зростання військових витрат покривалося за рахунок внутрішніх та зовнішніх позик, а також емісії нічим не забезпечених паперових грошей. Якщо у 1913 році в обігу перебувало банкнот на суму близько 2,5 мільярдів крон, то до 1915 року ця сума зросла до 5 мільярдів, а до 1918 року вона сягнула 35 мільярдів крон. На момент розпаду Австро-Угорщини у 1918 році золоте забезпечення банкнот становило лише 1 %. Вартість життя за цей час зросла в 16,4 раза. Восени 1918 року вийшли останні банкноти Австро-Угорщини номіналом в 25, 200 та 10 000 крон.
Нестабільність крони мала сумні наслідки для функціонування всього товарного господарства. Виробники практично перестали цікавитися грошовою виручкою та почали активно переходити на здійснення бартерних операцій. Падіння довіри до грошей призвело до суттєвого відтоку заощаджень із банків, оскільки відсоток за депозитами став різко негативним. В таких умовах нормальне функціонування економіки було майже неможливим. Питання термінової стабілізації крони постало на порядок денний відразу після закінчення війни; у його розв'язанні мали брати участь нові незалежні держави, оскільки жодна з них не мала власної грошової одиниці.

### Після розпаду Імперії

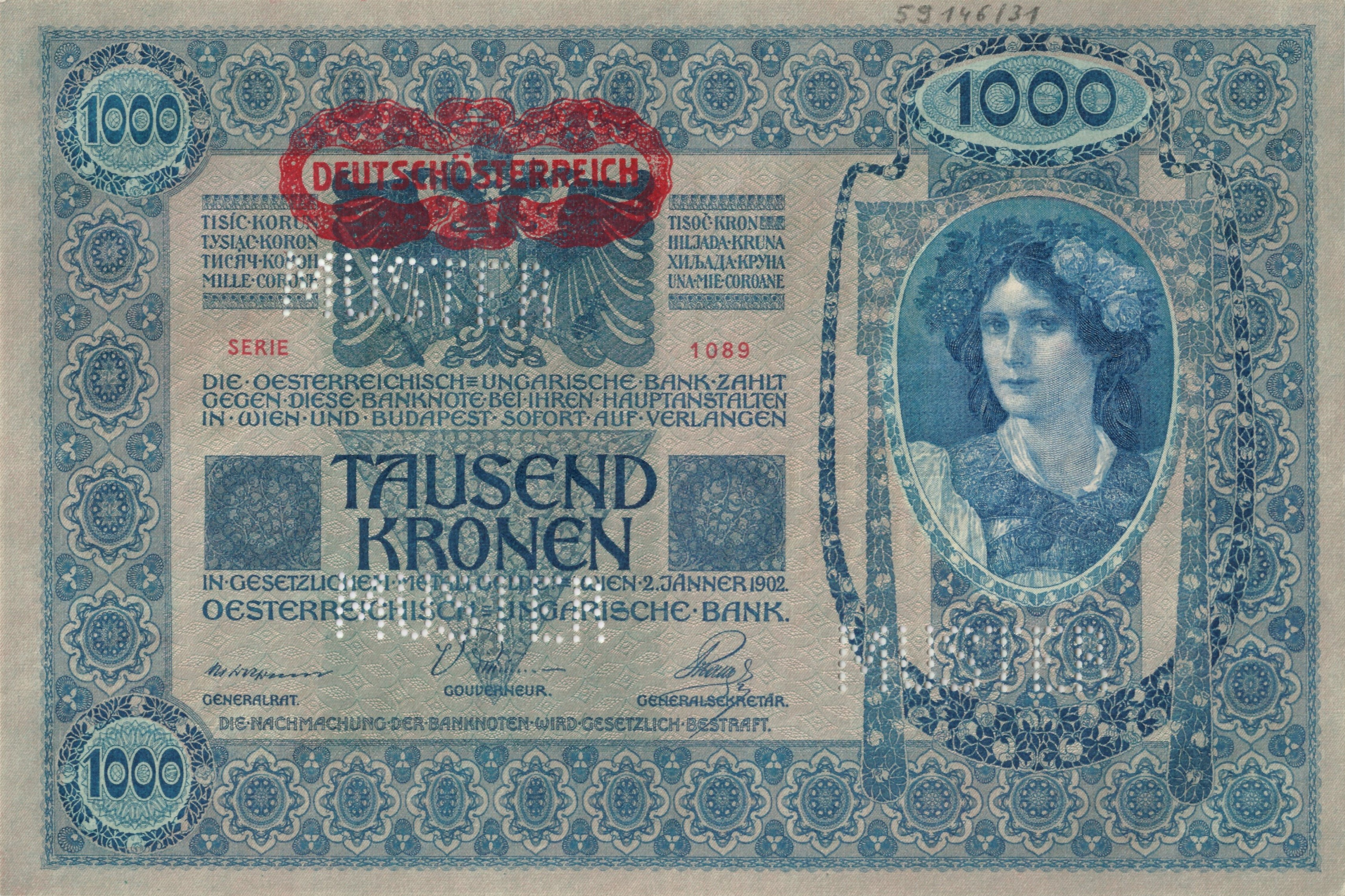
1000 крон 1902 року з наддруком «DEUTSCHÖSTERREICH», яке ставило нове австрійське керівництво на банкноти Австро-Угорщини після її розпаду

Після розпаду Імперії, Австро-Угорський банк, який перейшов у спільне управління Австрії та Угорщини, продовжував емісію австро-угорської крони. Вона залишалася спільною валютою не лише цих двох країн, але і Чехословаччини, та була в обігу на територіях, що увійшли до складу інших країн.
Найважливішою проблемою, яку мали вирішити нові держави, була стабілізація курсу валюти та запобігання її подальшому знеціненню. Ініціативу виправити становище взяла Чехословаччина. Її уряд зажадав від Австро-Угорського банку припинити виплати з військових облігацій та кредитування урядів Австрії та Угорщини. Пізніше відбулися переговори між Австро-Угорським банком та новоствореними державами, на яких було прийнято рішення дозволити новим державам самим призначати емісарів для контролю за емісією. Банк зі свого боку зобов'язався не надавати позики без відома всіх емісарів, проте незабаром порушив домовленості з урядами нових держав, відновивши виплати за облігаціями та прокредитувавши уряд Австрії. Втративши довіру до нього, 1919 року нові держави розпочали створення національних кредитно-грошових систем.

## Назва мовами Імперії
Офіційна назва валюти — крона (нім. Krone, угор. Korona, від лат. corona — корона). Монети з такою назвою карбувалися в Європі з часів Середньовіччя. Назва походить від слова «крона», що означає корону, зображення якої було на перших монетах. Символом грошової одиниці була абревіатура «К.», іноді використовувалися позначення «Kr.», «Cor.».

На лицьовій стороні австро-угорських  банкнот основна інформація подавалася німецькою мовою, а номінал купюри вже вказувався на мовах кількох національностей Австро-Угорської імперії. Австрійську частину Імперії (Цислейтанія) складали 15 великих адміністративних одиниць, і на «німецьку сторону» банкнот потрапили найважливіших мови цих регіонів, включаючи українську (руську). Загалом, номінал був вказаний дев’ятьма мовами: німецькою, чеською, хорватською, польською, італійською, румунською, сербською, словенською і українською. Правовою основою для такої багатомовності був основний державний закон Австрійської Імперії від 21 грудня 1867 року. На зворотній стороні банкнот була присутня тільки найважливіша для багатонаціонального Угорського Королівства (Транслейтанія) – угорська мова, яка виступала символом угорської національної ідеї. Українська мова використовувалася на лицьовій стороні банкнот завдяки чисельному українському населенню Галичини й Буковини, які входили до складу Австрії і користувалось українською, як своєю «краєвою мовою».
| Мова            | Однина  | Множина (род.) |
| --------------- | ------- | -------------- |
| Німецька мова   | Krone   | Kronen         |
| Угорська мова   | Korona  | Korona         |
| Чеська мова     | Koruna  | Koruny (Korun) |
| Польська мова   | Korona  | Korony (Koron) |
| Українська мова | Корона  | Корони (Корон) |
| Італійська мова | Corona  | Corone         |
| Словенська мова | Krona   | Krone (Kron)   |
| Хорватська мова | Kruna   | Krune (Kruna)  |
| Сербська мова   | Круна   | Круне (Круна)  |
| Румунська мова  | Coroană | Coroane        |
| Латинська мова  | Corona  | Coronæ         |

## Монети
Відповідно до основ Австро-Угорщини, як дуалістичної імперії, карбувалися монети двох типів — «австрійського» та «угорського», які мали рівноцінні права ходіння на всій її території. Монети «австрійського» типу містили зображення двоголового орла (австрійський державний символ) та легенди латинською мовою, рік та номінал на кронових номіналах писався як звичайними так і римськими цифрами; а «угорського» — містили герб Угорського королівства або Корону Святого Іштвана, та легенди угорською мовою, а їхні розмінні номінали мали назву «філер». Срібні та золоті монети обох типів містили портрет Імператора Австро-Угорщини Франца Йосифа I, а 20 крон 1918 року — його правонаступника на троні, Карла I.
Під час проведення грошової реформи 1892 року монетно-ваговою одиницею при карбуванні монет було обрано кілограм. З кілограма золота 900-ї проби передбачалося карбувати монет на 2 952 крони; а з кілограма срібла 835-ї проби — 200 однокронових монет. При карбуванні розмінних монет було здійснено перехід на дешевші та стійкіші до стирання метали. Найменші номінали (1 і 2 гелери та філери) почали карбувати не з міді, як попередні крейцери, а з бронзи. На заміну білонним 10 і 20 крейцерам уведено нікелеві 10 і 20 гелерів та філерів. Всього між 1892—1914 роками Австрійський та Кремницький монетні двори виготовили монет різних номіналів на загальну суму понад 2 млрд 60 млн крон, що в перерахунку на кожного мешканця імперії складало майже 520 крон. У роки Першої світової війни монетне карбування Австро-Угорщини зазнало значних змін. З метою здешевлення випуску розмінної монети номінали в 10 і 20 гелерів та філерів карбували з мідно-нікелево-цинкового сплаву, а потім — із звичайного заліза (також із цього металу карбували номінали у 2 гелера та філера).
Крім цього, Австрійський монетний двір випустив новоробні монети, що повністю відповідають характеристикам монет Австро-Угорщини. Зокрема, він випустив монети «австрійського» типу: 10 крон (з датою «1912»), 20 та 100 крон (з датою «1915»). Також існують новороби розмінних та кронових номіналів монет «угорського» типу.

### «Австрійський» тип
Монети «австрійського» типу карбувалися Австрійським монетним двором (розташований у Відні) й не містили його знаку. 1908 року вийшли ювілейні монети в 1, 5, 10, 20 і 100 крон, присвячені «60-річчю правління Франца Йосифа I».
Гравером монет всіх номіналів від 1 геллера до 20 крон зразка 1892 року був Антон Шарфф. Стефан Шварц був гравером 5 крон зразка 1900 року; всіх кронових номіналів, які карбувалися з 1909 року й містили його підпис під портретом «ST•SCHWARTZ»; та всіх гелерових номіналів, які карбувалися з 1915 року. Рудольф Маршалл був гравером всіх ювілейних монет та 5, 10 і 20 крон зразка 1909 року, які не містили його підпису.
У зв'язку з тим, що монета у 2 гелера з 1916 року карбувалася із заліза, яке швидко темніло, у народі вона отримала глузливу назву «Негр» («Neger»).
| Монети «австрійського» типу 1892—1918 років випуску                                                                                                  | Монети «австрійського» типу 1892—1918 років випуску                                                            | Монети «австрійського» типу 1892—1918 років випуску | Монети «австрійського» типу 1892—1918 років випуску | Монети «австрійського» типу 1892—1918 років випуску | Монети «австрійського» типу 1892—1918 років випуску | Монети «австрійського» типу 1892—1918 років випуску | Монети «австрійського» типу 1892—1918 років випуску                                                                                       | Монети «австрійського» типу 1892—1918 років випуску                                                                                       | Монети «австрійського» типу 1892—1918 років випуску |
| Зображення | Зображення | Номінал                                             | Діаметр (мм)                                        | Маса (г)                                            | Метал                                               | Опис                                                | Опис | Опис | Роки карбування                                     |
| Реверс | Аверс | Номінал                                             | Діаметр (мм)                                        | Маса (г)                                            | Метал                                               | Гурт                                                | Реверс | Аверс | Роки карбування                                     |
| Гелери | Гелери | Гелери                                              | Гелери                                              | Гелери                                              | Гелери                                              | Гелери                                              | Гелери | Гелери | Гелери                                              |
| --- | --- | --------------------------------------------------- | --------------------------------------------------- | --------------------------------------------------- | --------------------------------------------------- | --------------------------------------------------- | --- | --- | --------------------------------------------------- |
| | | 1                                                   | 17                                                  | 1,66                                                | 95 % Cu, 4 % Sn, 1 % Zn                             | Гладкий                                             | Номінал, дата | Двоголовий орел з гербом | 1892—1903, 1909—1916                                |
| | | 1                                                   | 17                                                  | 1,66                                                | 95 % Cu, 4 % Sn, 1 % Zn                             | Гладкий                                             | Номінал, дата | Двоголовий орел зі щитом | 1916                                                |
| | | 2                                                   | 19                                                  | 3,33                                                | 95 % Cu, 4 % Sn, 1 % Zn                             | Гладкий                                             | Номінал, дата | Двоголовий орел з гербом | 1892—1915                                           |
| | | 2                                                   | 17,3                                                | 2,78                                                | 100 % Fe                                            | Гладкий                                             | Номінал, дата | Двоголовий орел зі щитом | 1916—1918                                           |
| | | 10                                                  | 19                                                  | 3                                                   | 100 % Ni                                            | Рифлений                                            | Номінал, дата | Двоголовий орел з гербом | 1892—1895, 1907—1911                                |
| | | 10                                                  | 19                                                  | 3                                                   | 50 % Cu, 40 % Zn, 10 % Ni                           | Рифлений                                            | Номінал, дата | Двоголовий орел з гербом | 1915—1916                                           |
| | | 10                                                  | 19                                                  | 3                                                   | 50 % Cu, 40 % Zn, 10 % Ni                           | Рифлений                                            | Номінал, дата | Двоголовий орел зі щитом | 1916                                                |
| | | 20                                                  | 21                                                  | 4                                                   | 100 % Ni                                            | Рифлений                                            | Номінал, дата | Двоголовий орел з гербом | 1892—1895, 1907—1909, 1911, 1914                    |
| | | 20                                                  | 21                                                  | 3,33                                                | 100 % Fe                                            | Гладкий                                             | Номінал, дата | Двоголовий орел зі щитом | 1916—1918                                           |
| Крони | |                                                     |                                                     |                                                     |                                                     |                                                     | | |                                                     |
| | | 1                                                   | 23                                                  | 5                                                   | 835 ‰ Ag 165 ‰ Cu                                   | «VIRIBVS VNITIS»                                    | Імператорська корона Австрії, номінал, дата                                                                                               | «FRANC•IOS•I•D•G•IMP• AVSTR•REX BOH•GAL•ILL• ETC•ET AP•REX HVNG•», портрет Франца Йосифа I з лавровим вінком                              | 1892—1907                                           |
| | | 1                                                   | 23                                                  | 5                                                   | 835 ‰ Ag 165 ‰ Cu                                   | «VIRIBVS VNITIS»                                    | «60-річчя правління Франца Йосифа I» | «60-річчя правління Франца Йосифа I» | 1908                                                |
| «DVODECIM LVSTRIS GLORIOSE PERACTIS», дати «1848—1908», Імператорська корона Австрії, номінал                                                        | «FRANC•IOS•I•D•G•IMP• AVSTR•REX BOH•GAL•ILL• ETC•ET AP•REX HVNG•», портрет Франца Йосифа I без лаврового вінка | 1                                                   | 23                                                  | 5                                                   | 835 ‰ Ag 165 ‰ Cu                                   | «VIRIBVS VNITIS»                                    | | | 1908                                                |
| | | 1                                                   | 23                                                  | 5                                                   | 835 ‰ Ag 165 ‰ Cu                                   | «VIRIBVS VNITIS»                                    | Імператорська корона Австрії, номінал, дата                                                                                               | «FRANC•IOS•I•D•G•IMP• AVSTR•REX BOH•GAL•ILL• ETC•ET AP•REX HVNG•», портрет Франца Йосифа I без лаврового вінка (з підписом «ST-SCHWARTZ») | 1912—1916                                           |
| | | 2                                                   | 27                                                  | 10                                                  | 835 ‰ Ag 165 ‰ Cu                                   | «VIRIBVS VNITIS»                                    | «II CORONÆ», двоголовий орел з гербом, номінал, дата                                                                                      | «FRANC•IOS•I•D•G•IMP• AVSTR•REX BOH•GAL•ILL• ETC•ET AP•REX HVNG•», портрет Франца Йосифа I без лаврового вінка (з підписом «ST-SCHWARTZ») | 1912—1913                                           |
| | | 5                                                   | 36                                                  | 24                                                  | 900 ‰ Ag, 100 ‰ Cu                                  | «VIRIBVS VNITIS»                                    | «QUINQVE CORONÆ», двоголовий орел з гербом, номінал, дата                                                                                 | «FRANC•IOS•I•D•G•IMP• AVSTR•REX BOH•GAL•ILL• ETC•ET AP•REX HVNG•», портрет Франца Йосифа І з лавровим вінком                              | 1900, 1907                                          |
| | | 5                                                   | 36                                                  | 24                                                  | 900 ‰ Ag, 100 ‰ Cu                                  | «VIRIBVS VNITIS»                                    | «60-річчя правління Франца Йосифа I» | «60-річчя правління Франца Йосифа I» | 1908                                                |
| «DVODECIM LVSTRIS GLORIOSE PERACTIS», дати «1848—1908», Фортуна з лавровими гілками, двоголовий орел з гербом, Імператорська корона Австрії, номінал | «FRANC•IOS•I•D•G•IMP• AVSTR•REX BOH•GAL•ILL• ETC•ET AP•REX HVNG•», портрет Франца Йосифа І без лаврового вінка | 5                                                   | 36                                                  | 24                                                  | 900 ‰ Ag, 100 ‰ Cu                                  | «VIRIBVS VNITIS»                                    | | | 1908                                                |
| | «FRANC•IOS•I•D•G•IMP• AVSTR•REX BOH•GAL•ILL• ETC•ET AP•REX HVNG•», портрет Франца Йосифа І без лаврового вінка | 5                                                   | 36                                                  | 24                                                  | 900 ‰ Ag, 100 ‰ Cu                                  | «VIRIBVS VNITIS»                                    | | «QUINQVE CORONÆ», двоголовий орел з гербом, номінал, дата «1909»                                                                          | 1909                                                |
| | | 5                                                   | 36                                                  | 24                                                  | 900 ‰ Ag, 100 ‰ Cu                                  | «VIRIBVS VNITIS»                                    | «FRANC•IOS•I•D•G•IMP• AVSTR•REX BOH•GAL•ILL• ETC•ET AP•REX HVNG•», портрет Франца Йосифа І без лаврового вінка (з підписом «ST•SCHWARTZ») | «QUINQVE CORONÆ», двоголовий орел з гербом, номінал, дата «1909»                                                                          | 1909                                                |
| | | 10                                                  | 19                                                  | 3,387                                               | 900 ‰ Au, 100 ‰ Cu                                  | Орнамент                                            | «X CORONÆ», двоголовий орел з гербом, номінал, дата                                                                                       | «FRANC•IOS•I•D•G•IMP• AVSTR•REX BOH•GAL•ILL• ETC•ET AP•REX HVNG•», портрет Франца Йосифа I з лавровим вінком                              | 1892—1893, 1896—1897, 1905—1906                     |
| | | 10                                                  | 19                                                  | 3,387                                               | 900 ‰ Au, 100 ‰ Cu                                  | Орнамент                                            | «60-річчя правління Франца Йосифа I» | «60-річчя правління Франца Йосифа I» | 1908                                                |
| «DVODECIM LVSTRIS GLORIOSE PERACTIS», дати «1848—1908», двоголовий орел з гербом, номінал                                                            | «FRANC•IOS•I•D•G•IMP• AVSTR•REX BOH•GAL•ILL• ETC•ET AP•REX HVNG•», портрет Франца Йосифа І без лаврового вінка | 10                                                  | 19                                                  | 3,387                                               | 900 ‰ Au, 100 ‰ Cu                                  | Орнамент                                            | | | 1908                                                |
| | «FRANC•IOS•I•D•G•IMP• AVSTR•REX BOH•GAL•ILL• ETC•ET AP•REX HVNG•», портрет Франца Йосифа І без лаврового вінка | 10                                                  | 19                                                  | 3,387                                               | 900 ‰ Au, 100 ‰ Cu                                  | Орнамент                                            | | «X CORONÆ», двоголовий орел з гербом, номінал, дата                                                                                       | 1909                                                |
| | | 10                                                  | 19                                                  | 3,387                                               | 900 ‰ Au, 100 ‰ Cu                                  | Орнамент                                            | «FRANC•IOS•I•D•G•IMP• AVSTR•REX BOH•GAL•ILL• ETC•ET AP•REX HVNG•», портрет Франца Йосифа I без лаврового вінка (з підписом «ST-SCHWARTZ») | «X CORONÆ», двоголовий орел з гербом, номінал, дата                                                                                       | 1909—1911                                           |
| | | 10                                                  | 19                                                  | 3,387                                               | 900 ‰ Au, 100 ‰ Cu                                  | Орнамент                                            | «FRANC•IOS•I•D•G•IMP• AVSTR•REX BOH•GAL•ILL• ETC•ET AP•REX HVNG•», портрет Франца Йосифа I без лаврового вінка (з підписом «ST-SCHWARTZ») | «X CORONÆ», двоголовий орел з гербом, номінал, дата                                                                                       | 1912 (новороб)                                      |
| | | 20                                                  | 21                                                  | 6,775                                               | 900 ‰ Au, 100 ‰ Cu                                  | «VIRIBVS VNITIS»                                    | «XX CORONÆ», двоголовий орел з гербом, номінал, дата                                                                                      | «FRANC•IOS•I•D•G•IMP• AVSTR•REX BOH•GAL•ILL• ETC•ET AP•REX HVNG•», портрет Франца Йосифа І з лавровим вінком                              | 1892—1905                                           |
| | | 20                                                  | 21                                                  | 6,775                                               | 900 ‰ Au, 100 ‰ Cu                                  | «VIRIBVS VNITIS»                                    | «60-річчя правління Франца Йосифа I» | «60-річчя правління Франца Йосифа I» | 1908                                                |
| «DVODECIM LVSTRIS GLORIOSE PERACTIS», дати «1848—1908», двоголовий орел з гербом, номінал                                                            | «FRANC•IOS•I•D•G•IMP• AVSTR•REX BOH•GAL•ILL• ETC•ET AP•REX HVNG•», портрет Франца Йосифа І без лаврового вінка | 20                                                  | 21                                                  | 6,775                                               | 900 ‰ Au, 100 ‰ Cu                                  | «VIRIBVS VNITIS»                                    | | | 1908                                                |
| | «FRANC•IOS•I•D•G•IMP• AVSTR•REX BOH•GAL•ILL• ETC•ET AP•REX HVNG•», портрет Франца Йосифа І без лаврового вінка | 20                                                  | 21                                                  | 6,775                                               | 900 ‰ Au, 100 ‰ Cu                                  | «VIRIBVS VNITIS»                                    | | «XX CORONÆ», двоголовий орел з гербом, номінал, дата                                                                                      | 1909                                                |
| zentriert | zentriert | 20                                                  | 21                                                  | 6,775                                               | 900 ‰ Au, 100 ‰ Cu                                  | «VIRIBVS VNITIS»                                    | «FRANC•IOS•I•D•G•IMP• AVSTR•REX BOH•GAL•ILL• ETC•ET AP•REX HVNG•», портрет Франца Йосифа І без лаврового вінка (з підписом «ST•SCHWARTZ») | «XX CORONÆ», двоголовий орел з гербом, номінал, дата                                                                                      | 1909—1914, 1916                                     |
| zentriert | zentriert | 20                                                  | 21                                                  | 6,775                                               | 900 ‰ Au, 100 ‰ Cu                                  | «VIRIBVS VNITIS»                                    | «FRANC•IOS•I•D•G•IMP• AVSTR•REX BOH•GAL•ILL• ETC•ET AP•REX HVNG•», портрет Франца Йосифа І без лаврового вінка (з підписом «ST•SCHWARTZ») | «XX CORONÆ», двоголовий орел з гербом, номінал, дата                                                                                      | 1915 (новороб)                                      |
| | | 20                                                  | 21                                                  | 6,775                                               | 900 ‰ Au, 100 ‰ Cu                                  | «VIRIBVS VNITIS»                                    | «FRANC•IOS•I•D•G•IMP• AVSTR•REX BOH•GAL•ILL• ETC•ET AP•REX HVNG•», портрет Франца Йосифа І без лаврового вінка (з підписом «ST•SCHWARTZ») | «XX CORONÆ», двоголовий орел зі щитом, номінал, дата                                                                                      | 1916                                                |
| | | 20                                                  | 21                                                  | 6,775                                               | 900 ‰ Au, 100 ‰ Cu                                  | «PACE BELLOQVE OMNIA PRO PATRIA CVM POPVLO MEO»     | «CAROLVS D•G•IMP• AVSTR•REX BOH•GAL•ILL• ETC•ET AP•REX HVNG•», портрет Карла I                                                            | «XX CORONÆ», двоголовий орел зі щитом, номінал, дата                                                                                      | 1918                                                |
| | | 100                                                 | 37                                                  | 33,875                                              | 900 ‰ Au, 100 ‰ Cu                                  | «VIRIBVS VNITIS»                                    | «60-річчя правління Франца Йосифа I» | «60-річчя правління Франца Йосифа I» | 1908                                                |
| «DVODECIM LVSTRIS GLORIOSE PERACTIS», дати «1848—1908», Фортуна на хмарі з лавровим вінком і щитом (двоголовий орел з гербом), номінал               | «FRANC•IOS•I•D•G•IMP• AVSTR•REX BOH•GAL•ILL• ETC•ET AP•REX HVNG•», портрет Франца Йосифа І без лаврового вінка | 100                                                 | 37                                                  | 33,875                                              | 900 ‰ Au, 100 ‰ Cu                                  | «VIRIBVS VNITIS»                                    | | | 1908                                                |
| | | 100                                                 | 37                                                  | 33,875                                              | 900 ‰ Au, 100 ‰ Cu                                  | «VIRIBVS VNITIS»                                    | «C CORONÆ», двоголовий орел з гербом, номінал, дата                                                                                       | «FRANC•IOS•I•D•G•IMP• AVSTR•REX BOH•GAL•ILL• ETC•ET AP•REX HVNG•», портрет Франца Йосифа I без лаврового вінка (з підписом «ST-SCHWARTZ») | 1909—1914                                           |
| | | 100                                                 | 37                                                  | 33,875                                              | 900 ‰ Au, 100 ‰ Cu                                  | «VIRIBVS VNITIS»                                    | «C CORONÆ», двоголовий орел з гербом, номінал, дата                                                                                       | «FRANC•IOS•I•D•G•IMP• AVSTR•REX BOH•GAL•ILL• ETC•ET AP•REX HVNG•», портрет Франца Йосифа I без лаврового вінка (з підписом «ST-SCHWARTZ») | 1915 (новороб)                                      |
| Примітки: 1. 2. 3. 4. 5. | |                                                     |                                                     |                                                     |                                                     |                                                     | | |                                                     |

### «Угорський» тип
Монети «угорського» типу карбувалися Кремницьким монетним двором (Словаччина) й містили його знак — «K•B» (скор. від угорської назви міста — Körmöcbánya).
1896 року вийшла ювілейна монета в 1 крону, присвячена «1000-річчю Угорського завоювання», а 1907 року — ювілейні монети у 5 і 100 крон присвячені «40-річчя коронації Франца Йосифа I».
Залізні монети у 10 і 20 філерів продовжували карбуватися і після розпаду Австро-Угорщини. Монети у 10 філерів 1920 року і 20 філерів 1920—1922 років карбувалися не в Кремниці, а в Будапешті, куди було вивезено обладнання монетного двору. Зовнішній вигляд і характеристики монет не змінювалися, у тому числі клеймо «KB».
Джозеф Райснер і Карл Герль були граверами золотих та срібних монет звичайних випусків, при цьому вони також створили дизайн ювілейних 100 крон 1907 року. Граверами решти ювілейних монет були: Філіпп Едмунд Бек (1 крона 1896 року), Рудольф Маршалл і Рудольф Нойбергер (5 крон 1907 року). Ріхард Адольф Зутт був гравером монет філерових номіналів.
| Монети «угорського» типу 1892—1922 років випуску                                                                        | Монети «угорського» типу 1892—1922 років випуску | Монети «угорського» типу 1892—1922 років випуску | Монети «угорського» типу 1892—1922 років випуску | Монети «угорського» типу 1892—1922 років випуску | Монети «угорського» типу 1892—1922 років випуску | Монети «угорського» типу 1892—1922 років випуску | Монети «угорського» типу 1892—1922 років випуску                                                                       | Монети «угорського» типу 1892—1922 років випуску | Монети «угорського» типу 1892—1922 років випуску |
| Зображення | Зображення | Номінал                                          | Діаметр (мм)                                     | Маса (г)                                         | Метал                                            | Опис                                             | Опис | Опис | Роки карбування                                  |
| Реверс | Аверс | Номінал                                          | Діаметр (мм)                                     | Маса (г)                                         | Метал                                            | Гурт                                             | Реверс | Аверс | Роки карбування                                  |
| Філери | Філери | Філери                                           | Філери                                           | Філери                                           | Філери                                           | Філери                                           | Філери | Філери | Філери                                           |
| --- | --- | ------------------------------------------------ | ------------------------------------------------ | ------------------------------------------------ | ------------------------------------------------ | ------------------------------------------------ | --- | --- | ------------------------------------------------ |
| | | 1                                                | 17                                               | 1,67                                             | 95 % Cu, 4 % Sn, 1 % Zn                          | Гладкий                                          | Номінал, знак «K•B» | «MAGYAR KIRÁLYI VÁLTÓPÉNZ», Корона Св. Іштвана, дата | 1892—1903, 1906, 1914                            |
| | | 2                                                | 19                                               | 3,33                                             | 95 % Cu, 4 % Sn, 1 % Zn                          | Гладкий                                          | Номінал, знак «K•B» | «MAGYAR KIRÁLYI VÁLTÓPÉNZ», Корона Св. Іштвана, дата | 1892—1910, 1914—1915                             |
| | | 2                                                | 17,3                                             | 2,78                                             | 100 % Fe                                         | Гладкий                                          | Номінал, знак «K•B» | «MAGYAR KIRÁLYI VÁLTÓPÉNZ», Корона Св. Іштвана, дата | 1916—1918                                        |
| | | 10                                               | 19                                               | 3                                                | 100 % Ni                                         | Рифлений                                         | Номінал, клеймо «K•B» (новороби містять крапку під клеймом «K•B»)                                                      | «MAGYAR KIRÁLYI VÁLTÓPÉNZ», Корона Св. Іштвана, дата | 1892—1895, 1906, 1908—1909, 1914                 |
| | | 10                                               | 19                                               | 3                                                | 50 % Cu, 40 % Zn, 10 % Ni                        | Рифлений                                         | Номінал, клеймо «K•B» (новороби містять крапку під клеймом «K•B»)                                                      | «MAGYAR KIRÁLYI VÁLTÓPÉNZ», Корона Св. Іштвана, дата | 1914—1916                                        |
| | | 10                                               | 19                                               | 3                                                | 100 % Fe                                         | Рифлений                                         | Номінал, клеймо «K•B» (новороби містять крапку під клеймом «K•B»)                                                      | «MAGYAR KIRÁLYI VÁLTÓPÉNZ», Корона Св. Іштвана, дата | 1915—1916, 1918, 1920                            |
| | | 20                                               | 21                                               | 4                                                | 100 % Ni                                         | Рифлений                                         | Номінал, клеймо «K•B» (новороби містять крапку під клеймом «K•B»)                                                      | «MAGYAR KIRÁLYI VÁLTÓPÉNZ», Корона Св. Іштвана, дата | 1892—1894, 1906—1908, 1914                       |
| | | 20                                               | 21                                               | 3,33                                             | 100 % Fe                                         | Гладкий                                          | Номінал, клеймо «K•B» (новороби містять крапку під клеймом «K•B»)                                                      | «MAGYAR KIRÁLYI VÁLTÓPÉNZ», Корона Св. Іштвана, дата | 1916—1918, 1920—1922                             |
| Крони | |                                                  |                                                  |                                                  |                                                  |                                                  | | |                                                  |
| | | 1                                                | 23                                               | 5                                                | 835 ‰ Ag, 165 ‰ Cu                               | «BIZALMAM AZ ŐSI ERÉNYBEN», орнамент             | Корона Св. Іштвана, номінал, дата                                                                                      | «FERENCZ JÓZSEF I•K•A•CS•ÉS M•H•S•D•O•AP•KIR•», портрет Франца Йосифа I, знак «K•B•» | 1892—1896, 1906                                  |
| | | 1                                                | 23                                               | 5                                                | 835 ‰ Ag, 165 ‰ Cu                               | «BIZALMAM AZ ŐSI ERÉNYBEN», орнамент             | «1000-річчя Угорського завоювання»                                                                                     | «1000-річчя Угорського завоювання» | 1896                                             |
| «AZ EZERÉVES MAGYARORSZÁG EMLÉKÉRE», портрет Франца Йосифа I у короні, номінал, знак «K•B•», дата «1896»                | Сцена з Арпадом на коні | 1                                                | 23                                               | 5                                                | 835 ‰ Ag, 165 ‰ Cu                               | «BIZALMAM AZ ŐSI ERÉNYBEN», орнамент             | | | 1896                                             |
| | | 1                                                | 23                                               | 5                                                | 835 ‰ Ag, 165 ‰ Cu                               | «BIZALMAM AZ ŐSI ERÉNYBEN», орнамент             | Корона Св. Іштвана, номінал, дата                                                                                      | «FERENCZ JÓZSEF I•K•A•CS•ÉS M•H•S•D•O•AP•KIR•», портрет Франца Йосифа I (у літньому віці), знак «K•B»                                                                                              | 1912—1916                                        |
| | | 2                                                | 27                                               | 10                                               | 835 ‰ Ag, 165 ‰ Cu                               | «BIZALMAM AZ ŐSI ERÉNYBEN», орнамент             | Корона Св. Іштвана з 2 ангелами, номінал, дата                                                                         | «FERENCZ JÓZSEF I•K•A•CS•ÉS M•H•S•D•O•AP•KIR•», портрет Франца Йосифа I (у літньому віці), знак «K•B»                                                                                              | 1912—1914                                        |
| | | 5                                                | 36                                               | 24                                               | 900 ‰ Ag, 100 ‰ Cu                               | «BIZALMAM AZ ŐSI ERÉNYBEN», орнамент             | Корона Св. Іштвана з 2 ангелами, номінал, дата                                                                         | «FERENCZ JÓZSEF I•K•A•CS•ÉS M•H•S•D•O•AP•KIR•», портрет Франца Йосифа I, знак «K•B•» (новороби 1900 року містить крапку перед «FERENCZ»)                                                           | 1900, 1906—1909                                  |
| | | 5                                                | 36                                               | 24                                               | 900 ‰ Ag, 100 ‰ Cu                               | «BIZALMAM AZ ŐSI ERÉNYBEN», орнамент             | «40-річчя коронації Франца Йосифа I»                                                                                   | «40-річчя коронації Франца Йосифа I» | 1907                                             |
| «MEGKORONÁZTATÁSÁNAK NEGYVENEDIK ÉVFORDULÓJÁRA», дати «1867—1907», сцена коронації Франца Йосифа I, номінал, знак «K•B» | «FERENCZ JÓZSEF I•K•A•CS• ÉS M•H•S•D•O•AP•KIR•», портрет Франца Йосифа I, дата «1907» (новороби мають після дати «1907» маленькі літери «U-P»)                                 | 5                                                | 36                                               | 24                                               | 900 ‰ Ag, 100 ‰ Cu                               | «BIZALMAM AZ ŐSI ERÉNYBEN», орнамент             | | | 1907                                             |
| | | 10                                               | 19                                               | 3,387                                            | 900 ‰ Au, 100 ‰ Cu                               | Орнамент                                         | «MAGYAR KIRÁLYSÁG», 2 ангела з гербом Угорського королівства, номінал, знак «K•B»                                      | «FERENCZ JÓZSEF I•K•A•CS•ÉS M•H•S•D•O•AP•KIR•», зображення Франца Йосифа I (стоїть), дата | 1892—1915                                        |
| | | 20                                               | 21                                               | 6,775                                            | 900 ‰ Au, 100 ‰ Cu                               | «BIZALMAM AZ ŐSI ERÉNYBEN», орнамент             | «MAGYAR KIRÁLYSÁG», 2 ангела з гербом Угорського королівства, номінал, знак «K•B»                                      | «FERENCZ JÓZSEF I•K•A•CS•ÉS M•H•S•D•O•AP•KIR•», зображення Франца Йосифа I (стоїть), дата | 1892—1915                                        |
| | | 20                                               | 21                                               | 6,775                                            | 900 ‰ Au, 100 ‰ Cu                               | «BIZALMAM AZ ŐSI ERÉNYBEN», орнамент             | «MAGYAR KIRÁLYSÁG», 2 ангела з гербом Угорського королівства (на його щиті присутній герб Боснії), номінал, знак «K•B» | «FERENCZ JÓZSEF I•K•A•CS•ÉS M•H•S•D•O•AP•KIR•», зображення Франца Йосифа I (стоїть), дата | 1913—1914, 1916                                  |
| | | 20                                               | 21                                               | 6,775                                            | 900 ‰ Au, 100 ‰ Cu                               | «HARCBAN ÉS BÉKÉBEN A NEMZETTEL A HAZÁÉRT»       | «MAGYAR KIRÁLYSÁG», 2 ангела з гербом Угорського королівства (на його щиті присутній герб Боснії), номінал, знак «K•B» | «KÁROLY I•K•A•CS•ÉS M•H•SZ•D•AP•KIR•», зображення Карла I (стоїть), дата «1918» | 1918                                             |
| | | 100                                              | 37                                               | 33,875                                           | 900 ‰ Au, 100 ‰ Cu                               | «BIZALMAM AZ ŐSI ERÉNYBEN», орнамент             | «40-річчя Коронації Франца Йосифа I»                                                                                   | «40-річчя Коронації Франца Йосифа I» | 1907                                             |
| «MEGKORONÁZTATÁSÁNAK NEGYVENEDIK ÉVFORDULÓJÁRA», дати «1867—1907», сцена коронації Франца Йосифа I, номінал, знак «K•B» | «FERENCZ JÓZSEF I•K•A•CS•ÉS M•H•S•D•O•AP•KIR•», портрет Франца Йосифа I, дата «1907» (новороби відрізняються червонуватим кольором і нематовою поверхньою рельєфних елементів) | 100                                              | 37                                               | 33,875                                           | 900 ‰ Au, 100 ‰ Cu                               | «BIZALMAM AZ ŐSI ERÉNYBEN», орнамент             | | | 1907                                             |
| | | 100                                              | 37                                               | 33,875                                           | 900 ‰ Au, 100 ‰ Cu                               | «BIZALMAM AZ ŐSI ERÉNYBEN», орнамент             | «MAGYAR KIRÁLYSÁG», 2 ангели з гербом Угорського королівства, номінал, знак «K•B»                                      | «FERENCZ JÓZSEF I•K•A•CS•ÉS M•H•S•D•O•AP•KIR•», зображення Франца Йосифа I (стоїть), дата (новороби з датою «1908» відрізняється червонуватим кольором і нематовою поверхньою рельєфних елементів) | 1907—1908                                        |
| Примітки: 1. 2. 3. 4. 5. 6. 7. 8. 9.                                                                                    | |                                                  |                                                  |                                                  |                                                  |                                                  | | |                                                  |

## Банкноти
Банкноти австро-угорської крони мали п'яти- або шестизначну нумерацію та чотиризначний серійний номер. Одна сторона містила текст німецькою мовою, інша сторона — угорською; таке оформлення застосовувалося в Австро-Угорщині з 1880 року. Винятком були банкноти в 1 крону 1916 року та 2 крони 1914 року, де текст двома мовами вміщено по обидва боки, а також односторонні банкноти у 25 та 200 крон 1918 року. Банкноти у 20 крон, випущені 1918 року з датою «2 січня 1913», відрізнялися від банкнот 1913 року випуску наявністю написів «II. AUFLAGE» та «II. KIADÁS» відповідно на «німецькій» та «угорській» сторонах банкноти. Односторонні банкноти у 25 і 200 крон зразка 1918 були випущені як тимчасові банкноти та містили вказівку на те, що до 30 червня 1919 повинні бути замінені на звичайні банкноти. Фактично такий обмін не було здійснено, ці банкноти продовжували використовуватися в обігу після зазначеної дати.

### Дизайн

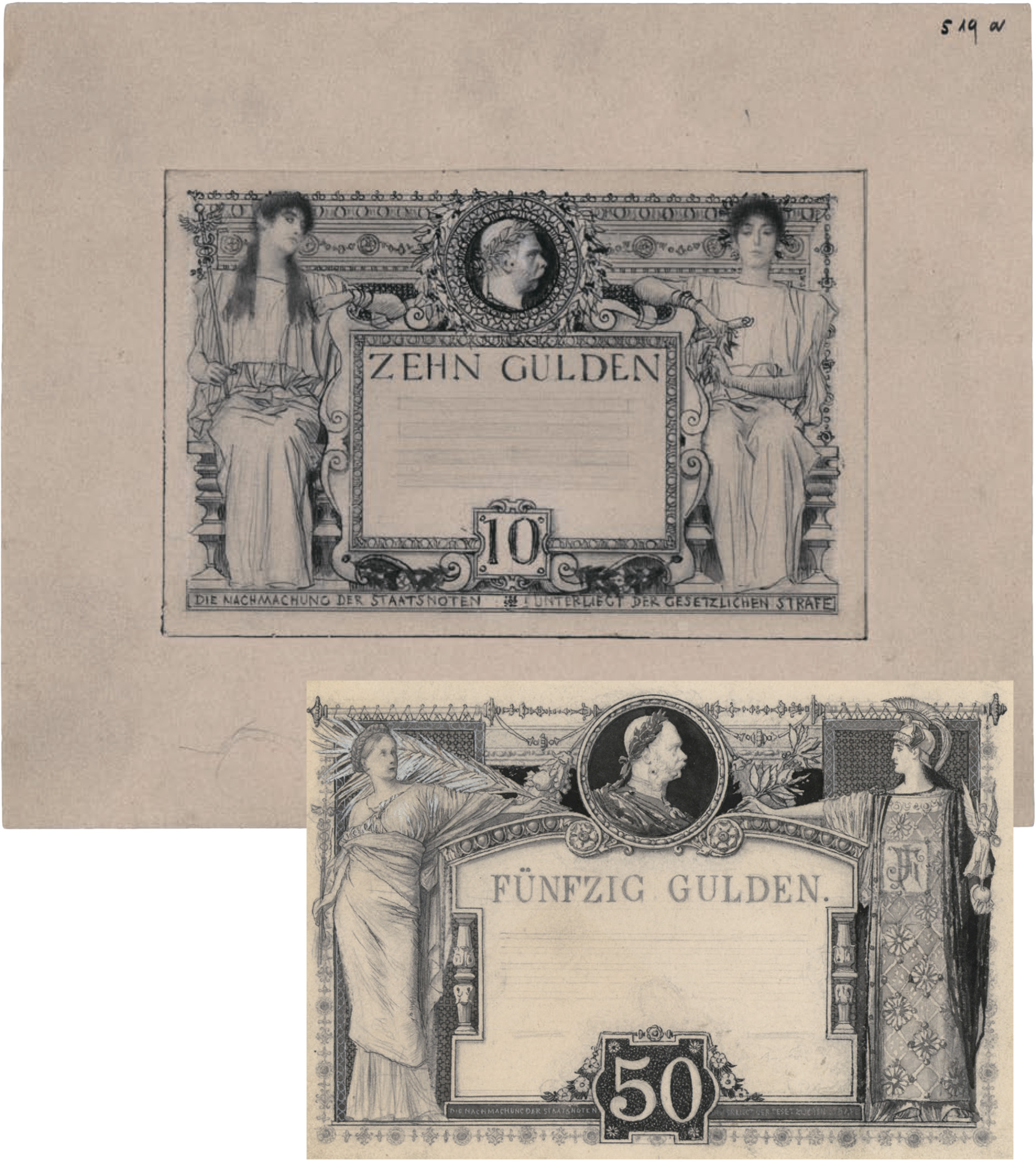
Ескіз 10 і 50 гульденів Ґустава Клімта. 1892 рік

Австро-угорський банк приділяв особливу увагу оформленню банкнот. Для цього залучалися тільки найкращі фахівці в різних галузях науки, техніки й мистецтва.
На початку літа 1892 року Банк запропонував Францу Мачу та Ґуставу Клімту розробити дизайн банкнот. Влітку Клімт розпочав роботу над проєктами банкнот у номіналах 10 і 50 гульденів. У дизайні банкноти 10 гульденів він використав античні мотиви. Алегоричні жіночі постаті, розміщені з обох сторін цифрових панелей, нагадують античні візуальні образи. Уособлення комерції та економіки легко розпізнати через їх атрибути: сувій і кадуцей. Клімт зобразив двох жінок, що сидять прямо перед глядачем, хоча їх погляди повністю відсторонені. Купюра в 50 гульденів символізувала сільське господарство і науку. В ній Клімт застосував драматичні контрасти, використовуючи алегорію землеробства: монументальна жіноча фігура в античному вбранні, в контрапості, повернута вбік в обертальному русі, стоїть навпроти Афіни Паллади, зображеної спереду у візантійському одязі, в стриманому осьовому співставленні. Мачу виконав свій проєкт 5 гульденів в бароковому стилі. Комісія відмовилася прийняти проєкти обох художників, але відшкодувала їх сумою в 600 гульденів (приблизно 10 524 євро на 2023 рік) за витрачений час і зусилля. Це був перший випадок у кар'єрі Клімта, коли його модерністський твір було відхилено.
Відмовившись від пропозицій Мачу та Клімта, банк надав перевагу проєктам Рудольфа Реслера, виконаним в сецесійному стилі в 1900 році. Він розробив дизайн банкноти 10 крон 1900 року на основі незатвердженого проєкту Франца Мачу 5 гульденів. Купюра зберегла початкову симетричну композицію в стилі бароко з текстовою панеллю посередині та двома путто з обох боків. При розробці 50 крон 1902 року Реслер використав незатверджений проєкт 10 гульденів 1892 року Клімта, запозичивши загальну композицію із двома алегоричними жіночими фігурами, але значно переробив початковий дизайн, наблизивши композицію до сецесійного стилю. Дизайн 20 крон 1900 року роботи Реслера, зазнав критики експертів через звинувачення у плагіаті. Жіночі портрети на цій банкноті, намальовані за реальними моделями, мають алегоричне значення: жінка з короною-замком на австрійському аверсі напряму відображає символіку Австрії на банкнотах Австрійського національного банку в середині ХІХ століття, а її аналог на угорському реверсі — алегорична Угорщина з короною Святого Іштвана.
Банкнота номіналом 100 крон 1902 року — це робота угорського художника Ласло Хегедюша. На аверсі та реверсі ліворуч зображено алегорію матері (уособлення молодої монархії) та науки: жінки, що сидять з розкритими книгами та навчають дітей. На австрійському аверсі праворуч зображений коваль, який символізує промисловий характер західної, «німецької» частини імперії; на угорському реверсі — селянин, що представляє сільськогосподарський напрямок східної частини. Ця банкнота має виразний романтичний відтінок, близький до стилю, що пізніше використовувався у Німеччині.

Банкноти, розроблені Йозефом Пфайффером, стали початком формування характерного стилю для австро-угорських банкнот, який зберігався аж до розпаду Імперії. Важливою особливістю більшості банкнот, створених Пфайффером, було зображення жіночих, дівочих і дитячих облич. На «німецькі стороні» банкнот зазвичай зображали німкень, а на «угорській» – етнічні типи мешканок Угорщини. Йозеф Пфайффер впровадив нові художні та технічні елементи, зокрема асиметричні композиції та орнаментальні гільйошні візерунки навколо портретів. Банкнота номіналом 10 крон 1904 року стала першою в Австро-Угорщині, де було застосовано орловський друк, що на той час вважалося технічною інновацією. Основний фон цієї банкноти складався з псевдорельєфного візерунку, утвореного повторюваними цифрами номіналу «10», що створювало ілюзію шпалер або тканини; в центральній частині банкноти, в круглому вирізі, зображено дитяче обличчя.

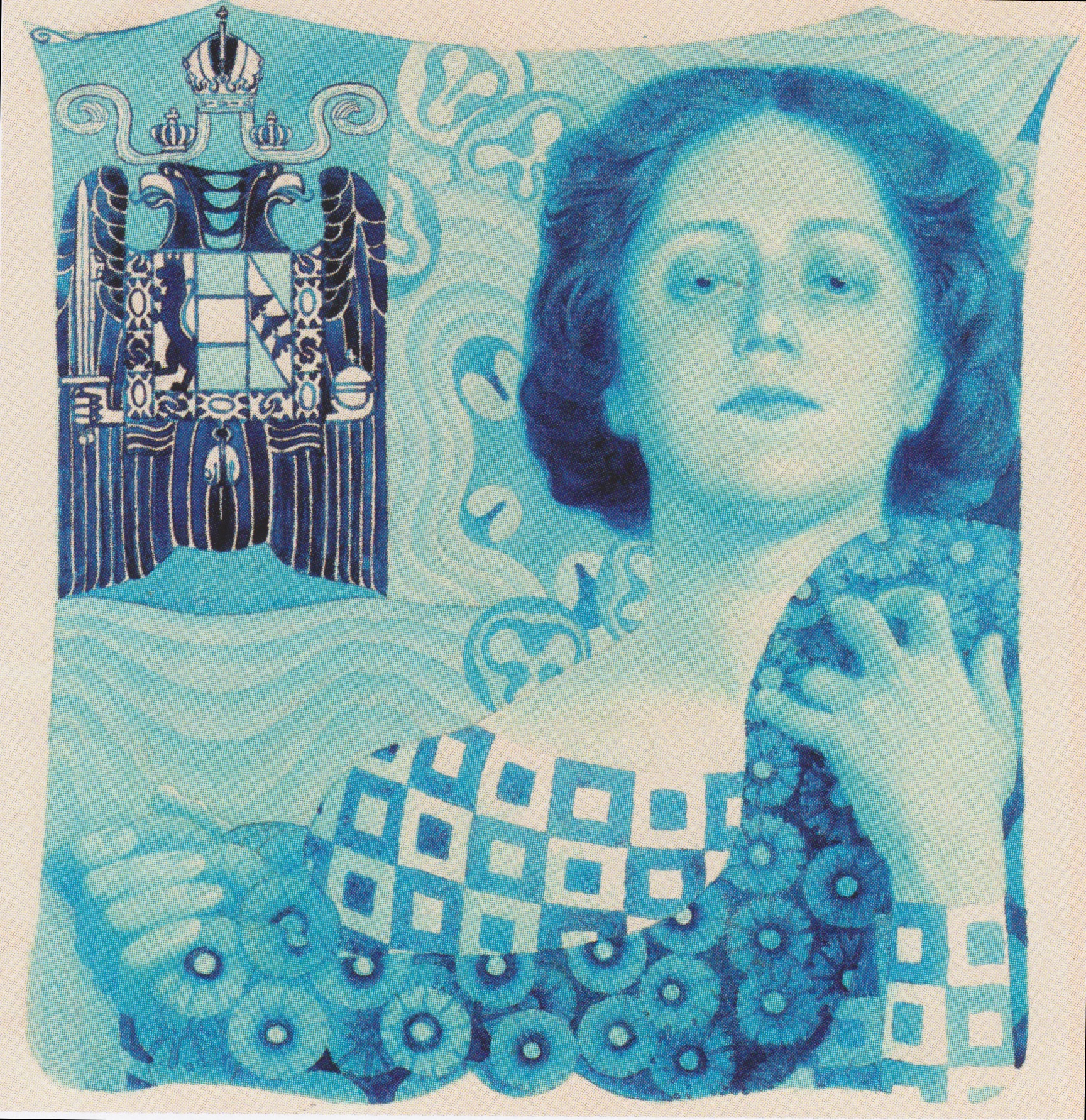
Ескіз 100 крон Коломана Мозера. 1910 рік

Банкнота у 100 крон 1910 року була створена відомим представником віденського модернізму Коломаном Мозером. Мозер збагатив загальний стиль, розроблений Йозефом Пфайффером, своїм розумінням ідеального жіночого портрету. Вид знизу-вгору на портреті надав йому домінуючого характеру, а шарф у руках жінки, обгорнутий навколо її плечей, додав динамізму. Декоративність була підкреслена малюнком сукні, характерним для творів творчої асоціації «Віденські майстерні», одним із засновників якої був Мозер. Оригінальна ідея автора вийшла за межі естетичних уявлень банківського керівництва, через що жіночий портрет був адаптований до загальноприйнятого стилю. Попри це, банкнота 100 крон 1910 року, поряд зі 100 кронами 1902 року, розробленими Ласло Хегедюшем, є однією з найяскравіших подій в історії австро-угорської банкнотної графіки.

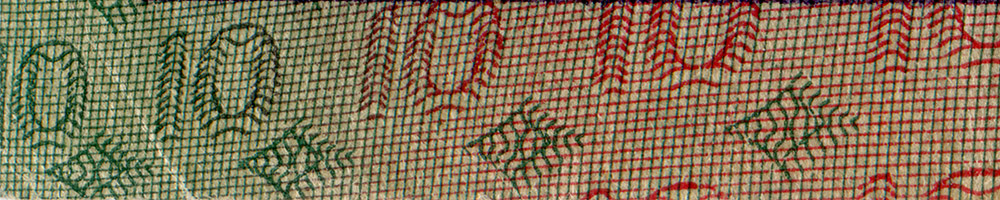
Зразок орловського друку на 10 кронах 1904 року Австро-Угорщини

Сучасні художні напрями (сецесія) знайшли своє відображення в дизайнах банкнот наступних випусків, починаючи з 1000 крон 1902 Генріха Лефлера та Йозефа Урбана. Композиція банкноти асиметрична і не несе жодного символічного або алегоричного значення. Її дизайн нагадує східний килим із широкою орнаментальною рамкою, прикрашеною складними гільйошованими розетками. Гірлянди, що оточують портретний медальйон, відображають популярність цього декоративного елемента в архітектурі на межі XIX і XX століть. На цій банкноті зображена дружина Генріха Лефлера — Міна Вісмюллер. Саме цей жіночий портрет надалі повторюватиметься на інших банкнотах.
Дизайнерами банкнот передвоєнного та військового періоду стали Алоїз Ганс Шрам, Рудольф Юнк, Йозеф Пфайффер, Ласло Хегедюш, Генріх Лефлер, Йозеф Урбан та Коломан Мозер. Гравером практично всіх банкнот став Фердинанд Ширнбек, учень віденського художника Фердинанда Лауфберґера. Маючи лише одне око, Ширнбек майстерно виконував гравірування на металі для мініатюрних зображень, призначених для кліше банкнот та поштових марок.

### Випуск 1900—1902 років
20 крон стали першими з нових серій кронових банкнот, що були введені в обіг. 10 вересня 1900 року Австро-угорський банк оголосив, що з 20 вересня того ж року починається введення в обіг купюр номіналом 20 крон загальним тиражем у 400 мільйонів крон. Ці купюри були призначені для заміни старих 10 гульденів 1880 року. Попри це, старі банкноти продовжували перебувати в обігу через їхню велику популярність.
Рішення про випуск банкноти номіналом 10 крон було ухвалене на позачерговому засіданні Генеральної Асамблеї Австро-угорського банку 19 вересня 1899 року. Відповідно до постанови Міністерства фінансів від 10 серпня 1901 року, з тимчасовим дозволом від 2 вересня 1901 року розпочався випуск банкнот номіналом 10 крон в Австро-Угорщині. Загальний обсяг випуску складав 160 мільйонів крон, що мало на меті замінити поступово вилучені старі банкноти номіналом 5 гульденів (випуску 1881 року) та 50 гульденів (випуску 1884 року), загальною сумою 224 мільйони крон. Решта 64 мільйони крон, компенсувалися випуском нових п'ятикронових срібних монет.
Відповідно до постанови Генеральної ради Австро-Угорського банку від 15 травня 1902 року з 26 травня цього ж року розпочинався випуск у грошовий обіг імперії купюр номіналом 50 крон.
25 вересня 1902 року генеральний секретар Австро-угорського банку повідомив Генеральну раду, що виробництво нових банкнот номіналом 100 крон досягло обсягу, достатнього для їх введення в обіг. З 20 жовтня того ж року почався випуск нових купюр, одночасно з чим з обігу вилучили старі 100 гульденів 1880 року.
15 травня 1902 року на засіданні Генеральної ради Австро-угорського банку було представлено ескіз банкноти номіналом 1000 крон. Директор друкарні Надгерні підкреслив, що нова купюра буде не лише естетично привабливою, але й оригінальною завдяки використанню техніки гільйошування, що забезпечує надійний захист від підробок. З технічного погляду, ця банкнота була найсучаснішою серед усіх раніше випущених. 2 січня 1903 року розпочався випуск 1000-кронових банкнот, які замінили попередні 1000 гульденів 1880 року. Протягом 16 років ці купюри залишались найвищим номіналом в Австро-Угорській імперії. На засіданні Генеральної ради 19 січня 1909 року радник Аладар фон Гайнріх запропонував ввести банкноти більших номіналів. Його опоненти зазначили, що ані у Франції, ані в Німеччині не використовувалися банкноти номіналу вищого за 1000 франків або 1000 марок, а великі платежі зазвичай здійснювалися за допомогою розрахункових чеків, що зменшувало потребу в купюрах номіналом понад 1000 крон.
| Банкноти 1900—1902 років випуску | Банкноти 1900—1902 років випуску | Банкноти 1900—1902 років випуску | Банкноти 1900—1902 років випуску | Банкноти 1900—1902 років випуску         | Банкноти 1900—1902 років випуску | Банкноти 1900—1902 років випуску | Банкноти 1900—1902 років випуску | Банкноти 1900—1902 років випуску |
| Зображення | Зображення                       | Номінал (крон)                   | Розмір (мм)                      | Дизайнери                                | Водяний знак                     | Дата                             | Дата                             | Дата                             |
| Аверс | Реверс                           | Номінал (крон)                   | Розмір (мм)                      | Дизайнери                                | Водяний знак                     | Вказана на банкнотах             | Випуску                          | Вилучення                        |
| --- | -------------------------------- | -------------------------------- | -------------------------------- | ---------------------------------------- | -------------------------------- | -------------------------------- | -------------------------------- | -------------------------------- |
| |                                  | 10                               | 121×80                           | Рудольф Реслер                           | Відсутній                        | 31 березня 1900                  | 2 вересня 1901                   | 28 лютого 1907                   |
| |                                  | 20                               | 131×87                           | Рудольф Реслер                           | Відсутній                        | 31 березня 1900                  | 20 вересня 1900                  | 30 червня 1910                   |
| |                                  | 50                               | 150×100                          | Рудольф Реслер                           | Відсутній                        | 2 січня 1902                     | 26 травня 1902                   | 31 грудня 1916                   |
| |                                  | 100                              | 160×106                          | Ласло Хегедюш                            | Відсутній                        | 2 січня 1902                     | 20 жовтня 1902                   | 31 серпня 1912                   |
| |                                  | 1000                             | 191×127                          | Рудольф Реслер Генріх Лефлер Йозеф Урбан | Відсутній                        | 2 січня 1902                     | 2 січня 1903                     | Див. вилучення з обігу           |
| Основні написи на банкнотах (австрійські / угорські): - OESTERREICHISCH-UNGARISCHE BANK = OSZTRAK MAGYAR BANK = Австро-Угорський банк - DIE OESTERREICHISCH-UNGARISCHE BANK ZAHLT GEGEN DIESE BANKNOTE BEI IHREN HAUPTANSTALTEN IN WIEN UND BUDAPEST SOFORT AUF VERLANGEN = AZ OSZTRAK MAGYAR BANK E BANKJEGYERT BARKI KIVANSAGARA AZONNAL FIZET BECSI BUDAPESTI FOINTEZETEINEL = Австро-Угорський банк оплачує цю банкноту у своїх основних відділеннях у Відні та Будапешті одразу на вимогу - IN GESETZLICHEM METALLGELDE = TORVENYES ERCZPENZT = В легальних металевих грошах - DIE NACHMACHMACHUNG DER BANKNOTEN WIRD GESETZUCH BESTRAFT/A BANKJEGYEK UTANZASA A TORVENY SZERINT BUNTETTIK = Підробка банкнот переслідується згідно із законом |                                  |                                  |                                  |                                          |                                  |                                  |                                  |                                  |

### Випуск 1904—1912 років
Банкноти номіналом 10 крон 1900 року часто підробляли. Після того, як кількість виявлених банком фальшивих купюр перевищила 900, було ухвалено рішення перевипустити цю банкноту з оновленим, більш захищеним від підробок дизайном. На засіданні Генеральної ради Австро-Угорського банку 25 червня 1903 року генеральний секретар Йозеф Прангер представив проєкт нової десятикронової банкноти, яку Рада одноголосно схвалила. Спочатку планувалося, що нові банкноти матимуть дату 1 вересня 1903 року, а їхній випуск в обіг був запланований на березень 1904 року, після чого старі купюри мали бути вилучені з обігу; фактичний випуск нових десятикронових банкнот був затриманий на рік.
7 травня 1908 року на засіданні Генеральної ради Австро-Угорського банку було ухвалено рішення про початок одночасного випуску нових двадцятикронових банкнот та вилучення з обігу старих купюр такого ж номіналу, що планувалося на 22 червня того ж року. Під час засідання відбулися дебати щодо художнього оформлення нової банкноти. Віцеголова Генеральної ради Леопольд фон Лібен висловив незадоволення дизайном купюри, попри її технічну досконалість. Він нагадав, що ескіз банкноти було представлено Генеральній раді раніше, і вже тоді він викликав сумніви. Попри обіцянку надати перероблений проєкт, цього не було зроблено, оскільки внести зміни було вже неможливо.
У вересні 1908 року Генеральна рада Австро-Угорського банку ухвалила рішення замінити банкноти номіналом 100 крон, які перебували в обігу з 20 жовтня 1902 року, на більш захищені від підробок через виявлені випадки фальсифікації. На засіданні 19 січня 1909 року генеральний секретар Йозеф Прангер представив ескізи нової банкноти, в які за попередніми домовленостями можна було внести зміни. В результаті було внесено поправки до зображення орла (герба), яке спочатку не відповідало австрійській геральдиці, і після коригувань проєкт було одноголосно затверджено.
Банкнота номіналом 100 крон 1912 року була випущена на заміну вилученої з обігу аналогічної купюри зразка 1910 року, яку часто і якісно підробляли. Нова банкнота мала інший дизайн, спрямований на посилення захисту від фальсифікацій. Вперше аверс і реверс були оформлені по-різному. Для підвищення рівня безпеки було застосовано штрихування портретних медальйонів (вертикальне на аверсі та похиле на реверсі), однак цей підхід дещо погіршив загальний вигляд жіночих портретів.
| Банкноти 1904—1912 років випуску                                            | Банкноти 1904—1912 років випуску | Банкноти 1904—1912 років випуску | Банкноти 1904—1912 років випуску | Банкноти 1904—1912 років випуску | Банкноти 1904—1912 років випуску | Банкноти 1904—1912 років випуску | Банкноти 1904—1912 років випуску | Банкноти 1904—1912 років випуску |
| Зображення                                                                  | Зображення                       | Номінал (крон)                   | Розмір (мм)                      | Дизайнери                        | Водяний знак                     | Дата                             | Дата                             | Дата                             |
| Аверс                                                                       | Реверс                           | Номінал (крон)                   | Розмір (мм)                      | Дизайнери                        | Водяний знак                     | Вказана на банкнотах             | Випуску                          | Вилучення                        |
| --------------------------------------------------------------------------- | -------------------------------- | -------------------------------- | -------------------------------- | -------------------------------- | -------------------------------- | -------------------------------- | -------------------------------- | -------------------------------- |
|                                                                             |                                  | 10                               | 140×80                           | Йозеф Пфайффер Рудольф Реслер    | Відсутній                        | 2 січня 1904                     | 25 лютого 1905                   | 31 грудня 1918                   |
|                                                                             |                                  | 20                               | 150×89                           | Йозеф Пфайффер Рудольф Реслер    | Відсутній                        | 2 січня 1907                     | 22 червня 1908                   | 31 грудня 1915                   |
|                                                                             |                                  | 100                              | 163×107                          | Коломан Мозер                    | Відсутній                        | 2 січня 1910                     | 22 серпня 1910                   | 31 грудня 1915                   |
|                                                                             |                                  | 100                              | 163×107                          | Йозеф Пфайффер                   | Відсутній                        | 2 січня 1912                     | 13 грудня 1912                   | Див. вилучення з обігу           |
| Примітка: банкноти мали написи, аналогічні першому випуску 1900—1902 років. |                                  |                                  |                                  |                                  |                                  |                                  |                                  |                                  |

### Випуск 1913—1914 років
На початку 1912 року було зафіксовано кілька випадків виготовлення підробок банкнот номіналом 20 крон. Зростання кількості фальшивок привернуло увагу преси, що призвело до широкого обговорення цього питання в суспільстві. 26 квітня 1912 року Генеральна рада Австро-Угорського банку розглянула цю проблему. Генеральний секретар банку Йозеф Прангер зазначив, що, попри увагу ЗМІ, з початку року було виявлено лише 91 підроблену банкноту, що є незначною кількістю у порівнянні із загальним тиражем у 37 мільйонів банкнот. Цей інцидент спонукав банк доручити своїм друкарням підготувати новий проєкт випуску двадцятикронових банкнот, розуміючи, що цей процес займе певний час. Під час обговорення було порушено питання про папір, який використовувався для друку банкнот. Карл Едлер фон Циммерманн висловив думку, що відсутність водяних знаків на папері може сприяти фальшуванню, однак генеральний секретар, посилаючись на технічного директора друкарні цінних паперів, стверджував, що навіть простий банкнотний папір складно підробити. Було вирішено, що майбутні випуски банкнот (20 та 50 крон) будуть виготовлятися з використанням паперу з водяними знаками.
| Банкноти 1913—1914 років випуску                                            | Банкноти 1913—1914 років випуску | Банкноти 1913—1914 років випуску | Банкноти 1913—1914 років випуску | Банкноти 1913—1914 років випуску | Банкноти 1913—1914 років випуску | Банкноти 1913—1914 років випуску | Банкноти 1913—1914 років випуску | Банкноти 1913—1914 років випуску |
| Зображення                                                                  | Зображення                       | Номінал (крон)                   | Розмір (мм)                      | Дизайнери                        | Водяний знак                     | Дата                             | Дата                             | Дата                             |
| Аверс                                                                       | Реверс                           | Номінал (крон)                   | Розмір (мм)                      | Дизайнери                        | Водяний знак                     | Вказана на банкнотах             | Випуску                          | Вилучення                        |
| --------------------------------------------------------------------------- | -------------------------------- | -------------------------------- | -------------------------------- | -------------------------------- | -------------------------------- | -------------------------------- | -------------------------------- | -------------------------------- |
|                                                                             |                                  | 20                               | 150×89                           | Йозеф Пфайффер                   |                                  | 2 січня 1913                     | 29 вересня 1913                  | Див. вилучення з обігу           |
|                                                                             |                                  | 20 (II випуск)                   | 150×89                           | Йозеф Пфайффер                   | 28 жовтня 1918                   | 2 січня 1913                     |                                  | Див. вилучення з обігу           |
|                                                                             |                                  | 50                               | 162×100                          | Йозеф Пфайффер                   |                                  | 2 січня 1914                     | 18 грудня 1916                   | Див. вилучення з обігу           |
| Примітка: банкноти мали написи, аналогічні першому випуску 1900—1902 років. |                                  |                                  |                                  |                                  |                                  |                                  |                                  |                                  |

### Випуск часів Першої світової війни
Під час Першої світової війни банкноти Австро-Угорської імперії стали простішими у своєму дизайні та якості друку. Воєнні обставини змусили обмежитися використанням лише німецької та угорської мов на лицьовій стороні банкнот, тоді як зворотний бік зазнав значного спрощення. До кінця війни потужностей друкарні Австро-угорського банку не вистачало для виробництва банкнот навіть спрощеними методами, тому до процесу залучалися сторонні друкарні, зокрема «Товариство графічної індустрії» та Військово-графічний інститут у Відні.
Урядовий комісар Фердинанд фон Віммер наголошував на необхідності випуску нових банкнот низьких номіналів, зазначивши, що військовий міністр звернувся з проханням про введення в обіг купюр номіналом 1, 2 і 5 крон, а також 20 і 50 геллерів. Це було викликано значними труднощами обігу монет в армії. Член ради Макс фон Гутман підкреслив, що промислові райони продовжують відчувати гостру нестачу розмінних грошей, що робило випуск дрібних купюр особливо актуальним.
Першою банкнотою, випущеною в умовах війни, стала купюра номіналом 2 крони 1914 року. Вона була створена в поспіху для заміни срібних монет і мала спрощений дизайн із помилками в угорському тексті та використанням низькоякісного паперу. Після двох модифікацій банкнота була замінена новою купюрою у 1917 році. Серед воєнних випусків деякі банкноти, такі як 1 крона 1916 року та 2 крони 1917 року, мали вищу художню якість завдяки використанню перевірених часом симетричних композицій та архітектурних елементів.
1916 року випуск двохкронових банкнот не зміг повністю задовольнити попит на дрібні номінали. Внаслідок цього Генеральна рада вирішила, що необхідно ввести в обіг банкноти номіналом в 1 крону. Це рішення було реалізовано 21 грудня того ж року на підставі імператорського указу від 4 серпня 1914 року. Цей указ надав Австро-угорському банку тимчасові повноваження на випуск банкнот номіналом менш як 50 крон, включно з десяти- та двадцятикроновими купюрами, для задоволення зростаючих потреб, зокрема, воєнної адміністрації.
Виснаження ресурсів Австро-Угорської імперії та фінансова криза під час Першої світової війни негативно вплинули на якість паперових грошей, що випускалися в той час. Це збільшило кількість підробок нових банкнот, зокрема: виявлено понад 18000 фальшивих двохкронових банкнот 1914 року, 6080 фальшивих однокронових 1916 року та близько 500 фальшивих двохкронових 1917 року.
Через складну економічну ситуацію було скасовано випуск трьох нових банкнот: 1 крона 1914 року, 5 крон 1914 року та 5 крон 1918 року.
| Банкноти часів Першої світової війни                                        | Банкноти часів Першої світової війни | Банкноти часів Першої світової війни | Банкноти часів Першої світової війни | Банкноти часів Першої світової війни       | Банкноти часів Першої світової війни | Банкноти часів Першої світової війни | Банкноти часів Першої світової війни | Банкноти часів Першої світової війни |
| Зображення                                                                  | Зображення                           | Номінал (крон)                       | Розмір (мм)                          | Дизайнери                                  | Водяний знак                         | Дата                                 | Дата                                 | Дата                                 |
| Аверс                                                                       | Реверс                               | Номінал (крон)                       | Розмір (мм)                          | Дизайнери                                  | Водяний знак                         | Вказана на банкнотах                 | Випуску                              | Вилучення                            |
| --------------------------------------------------------------------------- | ------------------------------------ | ------------------------------------ | ------------------------------------ | ------------------------------------------ | ------------------------------------ | ------------------------------------ | ------------------------------------ | ------------------------------------ |
|                                                                             |                                      | 1                                    | 112×67                               | Алоїз Ганс Шрам Рудольф Юнк Рудольф Реслер | Відсутній                            | 1 грудня 1916                        | 21 грудня 1916                       | Див. вилучення з обігу               |
|                                                                             |                                      | 2                                    | 112×67                               | Йозеф Пфайффер Рудольф Реслер              | Відсутній                            | 5 серпня 1914                        | 16 серпня 1914                       | 31 липня 1917                        |
|                                                                             |                                      | 2                                    | 125×85                               | Алоїз Ганс Шрам Рудольф Юнк Рудольф Реслер | Відсутній                            | 1 березня 1917                       | 9 липня 1917                         | Див. вилучення з обігу               |
|                                                                             |                                      | 10                                   | 150×80                               | Йозеф Пфайффер                             |                                      | 2 січня 1915                         | 24 липня 1916                        | Див. вилучення з обігу               |
| Примітка: банкноти мали написи, аналогічні першому випуску 1900—1902 років. |                                      |                                      |                                      |                                            |                                      |                                      |                                      |                                      |

### Післявоєнний випуск
Наприкінці вересня 1918 року спостерігалося значне зростання попиту на готівку, який ще більше посилився у жовтні. Попри збільшення обсягів друку та запровадження третьої зміни в друкарні, до кінця жовтня виникла необхідність заспокоїти населення через брак паперових грошей. У зв'язку з цим керівництво Австро-Угорського банку у співпраці зі скарбницями обох держав ухвалило рішення про випуск банкнот номіналом 25 і 200 крон. Цей випуск розпочався 31 жовтня 1918 року та розглядався як тимчасовий захід, тому на банкнотах було зазначено, що вони підлягають обміну на інші банкноти до 30 червня 1919 року. Низька якість цих банкнот викликала чергову хвилю фальшування.
26 вересня 1918 року Генеральна рада Австро-Угорського банку ухвалила рішення про випуск банкноти номіналом 10 000 крон, яка стала найбільшою купюрою в історії імперії. Генеральний секретар банку Фрідріх Шмід повідомив, що зростання попиту на банкноти перевищило можливості друкарні цінних паперів і очікується продовження цієї тенденції, тому було запропоновано розширити виробничі потужності друкарні. Йозеф Прангер висловив ідею підготувати дизайн для банкнот номіналом 5 000 і 10 000 крон, які мали б однаковий вигляд та відрізнялись лише текстом, що полегшило б процес виробництва. Він також зазначив, що значні запаси паперових грошей зберігалися у військових скарбницях, де їх не могли ефективно використовувати. Однак повністю реалізувати ці плани не вдалося.
На засіданні Генеральної ради 28 листопада 1918 року було вирішено випустити в обіг лише 10 000-ні кронові банкноти для розв'язання проблеми нестачі готівки. Випуск цих банкнот відбувся вже після розпаду Австро-Угорщини, без узгодження з новими державами-наступницями. Внаслідок цього ці купюри були визнані законними грошима тільки в Австрії, Угорщині та Румунії, де на них почали наносити офіційні надпечатки. В інших країнах-наступницях вони не були визнані законним платіжним засобом. Цей випуск став одним із факторів, що сприяли розпаду єдиного валютного простору колишньої імперії.
| Банкноти післявоєнного випуску                                              | Банкноти післявоєнного випуску | Банкноти післявоєнного випуску | Банкноти післявоєнного випуску | Банкноти післявоєнного випуску | Банкноти післявоєнного випуску | Банкноти післявоєнного випуску | Банкноти післявоєнного випуску | Банкноти післявоєнного випуску |
| Зображення                                                                  | Зображення                     | Номінал (крон)                 | Розмір (мм)                    | Дизайнери                      | Водяний знак                   | Дата                           | Дата                           | Дата                           |
| Аверс                                                                       | Реверс                         | Номінал (крон)                 | Розмір (мм)                    | Дизайнери                      | Водяний знак                   | Вказана на банкнотах           | Випуску                        | Вилучення                      |
| --------------------------------------------------------------------------- | ------------------------------ | ------------------------------ | ------------------------------ | ------------------------------ | ------------------------------ | ------------------------------ | ------------------------------ | ------------------------------ |
|                                                                             |                                | 25                             | 135×80                         | Рудольф Реслер                 | Відсутній                      | 27 жовтня 1918                 | 30 жовтня 1918                 | Див. вилучення з обігу         |
|                                                                             |                                | 200                            | 168×100                        | Рудольф Реслер                 | Відсутній                      | 27 жовтня 1918                 | 30 жовтня 1918                 | Див. вилучення з обігу         |
|                                                                             |                                | 10 000                         | 191×127                        | Рудольф Реслер Генріх Лефлер   | Відсутній                      | 2 листопада 1918               | 19 грудня 1918                 | Див. вилучення з обігу         |
| Примітка: банкноти мали написи, аналогічні першому випуску 1900—1902 років. |                                |                                |                                |                                |                                |                                |                                |                                |

## Вилучення крони з обігу
Після розпаду Австро-Угорщини процес вилучення крони з обігу та заміни новими національними валютами (австрійськими кронами, угорськими кронами, польськими марками, румунськими леями, чехословацькими кронами тощо) на її колишніх територіях відбувався поступово протягом 1919—1920 років.
Першою від використання крони відмовилася Чорногорія, яка не мала власної валюти та використовувала інші. 1906 року вона ввела власну грошову одиницю — чорногорський перпер, а 1912 року остаточно відмовилася від крони.
| Країна (територія)                                                       | Дата вилучення австро-угорської крони                         | Грошова одиниця, якою була замінена австро-угорська крона | Співвідношення крона/ нова грошова одиниця | Спосіб заміни |
| ------------------------------------------------------------------------ | ------------------------------------------------------------- | --------------------------------------------------------- | ------------------------------------------ | --- |
| Чорногорія                                                               | 1912 рік                                                      | Чорногорський перпер                                      | 1 : 1                                      | 1906 року розпочався випуск монет, а 1912-го — банкнот |
| Територія, що увійшла до складу Королівства Югославія (Хорватія та інші) | Січень 1919 року                                              | Югославська крона                                         | 1 : 1                                      | Штемпелювання банкнот (крім банкнот в 1 і 2 крони) кількома видами штемпелів, поверх наклеєної марки або без марки. 1920 року крона замінена на югославський динар у співвідношенні: 4 крони = 1 динар |
| Чехословаччина                                                           | Березень 1919 року, на території Словаччини — жовтень 1920-го | Чехословацька крона                                       | 1 : 1                                      | Наклейка знаків відповідності (крім банкнот в 1 і 2 крони). 1919 року розпочався випуск банкнот у чехословацьких кронах. Банкноти Австро-Угорського банку з наклеєними знаками відповідності та банкноти в 1 і 2 крони без знаків відповідності вилучено з обігу 1920 року |
| Австрія                                                                  | Березень 1919 року                                            | Австрійська крона                                         | 1 : 1                                      | Штемпелювання банкнот штампом «DEUTSCHÖSTERREICH». 1922 року розпочався випуск нових грошових знаків. 1925 року крона замінена австрійським шилінгом у співвідношенні: 10 000 крон = 1 шилінг |
| Ліхтенштейн                                                              | Березень 1919 року                                            | Австрійська крона                                         | 1 : 1                                      | Штемпелювання банкнот штампом «DEUTSCHÖSTERREICH». 1921 року австрійська крона замінена швейцарським франком |
| Фіуме                                                                    | Квітень 1919 року                                             | Крона Фіуме                                               | 1 : 1                                      | Штемпелювання банкнот штампами «CITTA DI FIUME» і «INSTITUTO CREDITO.CONSIGLIO NAZIONALE.CITTA DI FIUME». У вересні 1920 року у Фіуме введено італійську ліру (2,5 крони = 1 ліра). Вилучення банкнот у кронах проводилося до 30 квітня 1924 року |
| Територія, що увійшла до складу Румунії                                  | Серпень 1919 року                                             | Румунський лей                                            | 2 : 1                                      | З 1 грудня 1918 року розпочато використання румунського лея. У період із 10 червня до 28 серпня 1919 року здійснено штемпелювання банкнот Австро-Угорського банку штемпелем «TIMBRU SPECIAL ROMANIA» (окрім банкнот в 1 і 2 крони). Проштамповані банкноти в кронах та банкноти в 1 і 2 крони без штемпеля перебували в обігу нарівні з леєм у співвідношенні 1 лей = 2 крони. Вилучення банкнот у кронах розпочато 1 вересня 1920 року і проводилося до кінця 1921-го |
| Територія, що увійшла до складу Польщі                                   | Січень 1920 року                                              | Польська марка                                            | 100 : 70                                   | Заміна грошових знаків у кронах на польські марки. 15 січня 1920 року встановлено курс обміну; обмін закінчено в травні того ж року |
| Угорщина                                                                 | Березень 1920 року                                            | Угорська крона                                            | 1 : 1                                      | Випуск нових грошових знаків у 1919 році, штемпелювання банкнот Австро-Угорського банку в березні 1920-го червоним круглим штампом з гербом Угорщини і написом «MAGYARORSZÁG» (відомі різновиди штампа). 1927 року крону замінив пенге у співвідношенні: 12 500 крон = 1 пенге |
| ЗУНР                                                                     | 1919 рік                                                      | Українська гривня Український карбованець                 | 1 : 1 2 : 1                                | Українська національна рада 4 квітня 1919 року ухвалила закон про введення в обіг гривень і карбованців в ЗУНР (1 гривня = 1 крона, 1 карбованець = 2 крони) |

## Курси валют та ціни
У таблиці показаний валютний калькулятор, розроблений Національним банком Австрії, де наводиться порівняння ціни набору товарів і послуг (споживчого кошика), у заданому році та на даний час.
| 1892—1914 | 1 кг золота = 3280 крон 1 крона = 1,05 швейцарського франка = 1,05 французького франка = 1,05 італійської ліри = 1,05 румунського лея (грошові одиниці Латинського монетного союзу) 1 крона = 0,8505 німецької марки 100 крон = 39,38 рубля 1 долар США = 4,94 крони 1 фунт стерлінгів = 24,02 крони                                                                 |
| 1900      | «Kronenzeitung» (газета) = 4 гелера |
| 1913      | 1,5 кг цукру = 1 крона 1 трамвайний білет (Вена) = 19 гелерів |
| 1914      | 1 долар США = 5,08 крони |
| 1915      | 1 долар США = 6,50 крони 1 крона = 0,7143 німецької марки |
| 1916      | 1 долар США = 7,95 крони 1 крона = 0,6896 німецької марки |
| 1917      | 1 крона = 0,6493 німецької марки |
| 1918      | 1 трамвайний білет (Вена) = 40 гелерів: «Salzburger Volksbote» (газета) = 14 гелерів (січень): «Illustrierte Kronenzeitung» (газета) = 8 гелерів (листопад) 1 крона = 0,50 німецької марки (листопад): «Telegraf» (газета) = 10 гелерів (грудень) |
| 1919      | 1 долар США = 16,10 крони (січень): «Illustrierte Kronenzeitung» = 10 гелерів (січень — червень): «Illustrierte Kronenzeitung» = 12 гелерів (липень — грудень) 100 крон = 11,60 швейцарського франка (серпень) 1 крона = 0,3125 німецької марки (жовтень) 4 крони = 1 югославський динар = 2 румунські леї (листопад) 100 крон = 2,75 швейцарського франка (грудень) |